# Joyo
Joyo (Japans: 城陽市, Jōyō-shi) is een stad in de prefectuur Kyoto, Japan. Begin 2014 telde de stad 78.313 inwoners. Joyo maakt deel uit van de metropool Groot-Osaka.

## Geschiedenis
Op 3 mei 1972 werd Joyo benoemd tot stad (shi).

## Partnersteden
- Gyeongsan, Zuid-Korea
- Vancouver, Verenigde Staten

Steden:
Ayabe · Fukuchiyama · Joyo · Kameoka · Kizugawa · Kyotanabe · Kyotango · Kyoto (hoofdstad) · Maizuru  · Miyazu · Muko · Nagaokakyo · Nantan · Uji · Yawata

Districten:
Funai · Kuse · Otokuni · Souraku · Tsuzuki · Yosa
Gemeenten per district